# 甲弧影
甲弧影（英語：lunula），是指指（趾）甲近端的白色半月形区域。甲弧影是甲母质生发细胞在指（趾）甲远侧增生的标示。
拇指的甲弧影最大，越向小指甲弧影越小。甲弧影处皮肤所含水分较多，未完全角质化，显现不出血液颜色，故而呈白色。